# Nathan Deakes
Nathan Deakes (Geelong, 17 de agosto de 1977) es un atleta australiano especializado en marcha atlética.
Deakes obtuvo la medalla de bronce en el Campeonato Mundial Junior de Atletismo de 1996, celebrado en Sídney.
Ha participado en cinco pruebas de marcha atlética a lo largo de tres Juegos Olímpicos. La primera ocasión fue en el año 2000, con motivo de los Juegos Olímpicos de Sídney, donde participó tanto en los 20 como en los 50 kilómetros. En ambas participaciones obtuvo diploma olímpico.
Su segunda participación fue en los Juegos Olímpicos de Atenas 2004 y de nuevo marchando tanto en 20 como en 50 kilómetros. En esta ocasión obtuvo la medalla de bronce en los 20 km, mientras que en los 50 fue descalificado.
La tercera ocasión en que participó en unos Juegos Olímpicos fue en Londres, en 2012 y solo sobre la distancia de 50 kilómetros. En esta ocasión terminó en el puesto 21.
En 2004 se hizo con otro bronce en la Copa del Mundo de Marcha Atlética celebrada en Naumburg, Alemania. Tres años más tarde, en Osaka, con motivo del Campeonato Mundial de Atletismo de 2007, ocupó el puesto más alto del podio al conseguir el primer puesto sobre la distancia de los 50 kilómetros.

## Marcas personales
| Mejores marcas personales | Mejores marcas personales | Mejores marcas personales | Mejores marcas personales |
| Distancia                 | Tiempo                    | Lugar                     | Fecha                     |
| ------------------------- | ------------------------- | ------------------------- | ------------------------- |
| 3.000 m.                  | 11:17.91                  | Melbourne, Australia      | 6 de noviembre de 2003    |
| 5.000 m.                  | 18:45.19                  | Melbourne, Australia      | 9 de marzo de 2006        |
| 10.000 m.                 | 38:44.87                  | Canberra, Australia       | 8 de febrero de 2002      |
| 10 km.                    | 38:10                     | Cracovia, Polonia         | 9 de junio de 2001        |
| 20.000 m.                 | 1h:19:48.1                | Cixí, China               | 23 de abril de 2005       |
| 20 km.                    | 1h:17:33                  | La Coruña, España         | 3 de abril de 2005        |
| 30 km.                    | 2h:05:06                  | Hobart, Australia         | 28 de agosto de 2006      |
| 35 km.                    | 2h:32:24                  | Londres, Reino Unido      | 11 de agosto de 2012      |
| 50 km.                    | 3h:35:47                  | Geelong, Australia        | 2 de diciembre de 2006    |